# 네팔의 대외 관계
네팔의 대외 관계를 담당하는 정부 기관은 외무부(MOFA)이지만, 역사적으로 네팔의 외교 정책 수립 권한을 행사해 온 기관은 총리실(PMO)이다. 내륙 국가로서 네팔은 두 강대국과 훨씬 강한 강대국 사이에 끼어 있어 이웃 국가인 중화인민공화국 및 인도와 좋은 관계를 유지하려고 노력해 왔다. 그러나 2015년 네팔 봉쇄로 인해 네팔 정부가 인도가 네팔 남부 국경에서 불안을 야기하기 위해 민족적으로 인도 주민을 이용해 "러시아-우크라이나" 전술을 모방했다고 비난하면서 네팔과 인도의 관계는 크게 저해되었다. 인도는 이번 불안이 내부 문제라는 주장을 부인했다. 네팔은 전통적으로 비동맹 정책을 유지해 왔으며 이웃 국가 및 거의 모든 주요 국가와 우호적인 관계를 유지하고 있다.

## 개요
헌법적으로 네팔의 외교 정책은 "유엔 헌장의 원칙, 비동맹, 평화 5원칙, 국제법 및 세계 평화의 가치"에 의해 이끌어져야 한다.
네팔의 가장 실질적인 국제 관계는 아마도 아시아 개발 은행, 국제 통화 기금, 세계은행, 남아시아 지역 협력 연합와 같은 국제 경제 기관들과 관련이 있을 것이다. 네팔은 또한 프랑스, 독일, 대한민국, 일본, 스위스, 미국, 특히 영국과 같은 주요 경제 및 군사 원조 제공국들과도 강력한 양자 관계를 맺고 있으며, 이들 국가와의 군사적 관계는 19세기로 거슬러 올라간다. 네팔의 대외 관계는 외교부와 총리실에서 관리하고 있다.
네팔은 외교 정책에서 일반적으로 이웃 국가인 인도 및 중국과의 관계를 균형 있게 유지하여 어느 한쪽에 대한 의존도를 피하려고 한다. 네팔과 중국의 관계는 최근 몇 년 동안 크게 개선되었으며, 중국은 네팔에 대한 네팔의 5대 원조 공여국이 되었다. 2021년 인도 정부는 네팔에서 중국의 발자취 증가에 대응하기 위해 네팔에 대한 원조 규모를 약 13% 늘려 1억 3천만 달러로 발표했다. 그러나 인도 정부의 실제 원조 지출에 대한 데이터는 아직 불분명하다.

## 국제 무역
네팔은 2003년 9월 11일부터 세계무역기구(WTO)의 회원국으로 활동하고 있으며, 2017년 1월 24일에 WTO의 무역 촉진 협정을 비준한 108번째 WTO 회원국이 되었다.

## 각국별 대외 관계

### 아시아

#### 대한민국
네팔 지진 직후 대한민국 정부가 보낸 현물 및 금전적 기부와 긴급 구호 활동 외에도, 대한민국 정부는 네팔의 복구 및 재건 노력을 지원하기 위해 천만 달러 상당의 보조금을 제공했다.

#### 부탄
1992년부터 부탄과의 관계는 국적 문제와 부탄 난민 송환 가능성으로 인해 긴장 상태에 있다.